# Euophrys rufimana
Euophrys rufimana là một loài nhện trong họ Salticidae.
Loài này thuộc chi Euophrys. Euophrys rufimana được Eugène Simon miêu tả năm 1875.